# Ett hår av Hin
Att säga att någon är ett hår av Hin, det vill säga "har vuxit ut från djävulen" (Hin), är ett svenskt idiomatiskt uttryck för att någon är en mycket ond människa.
Uttrycket kan också användas om barn som är busiga.